# Зурвольд
Зурвольд (нім. Surwold) — громада в Німеччині, розташована в землі Нижня Саксонія. Входить до складу району Емсланд. Складова частина об'єднання громад Нордгюммлінг.
Площа — 54,89 км2. Населення становить 4280 ос. (станом на 31 грудня 2021).

## Адміністративний поділ
Громада Сурвольд складається з двох частин:

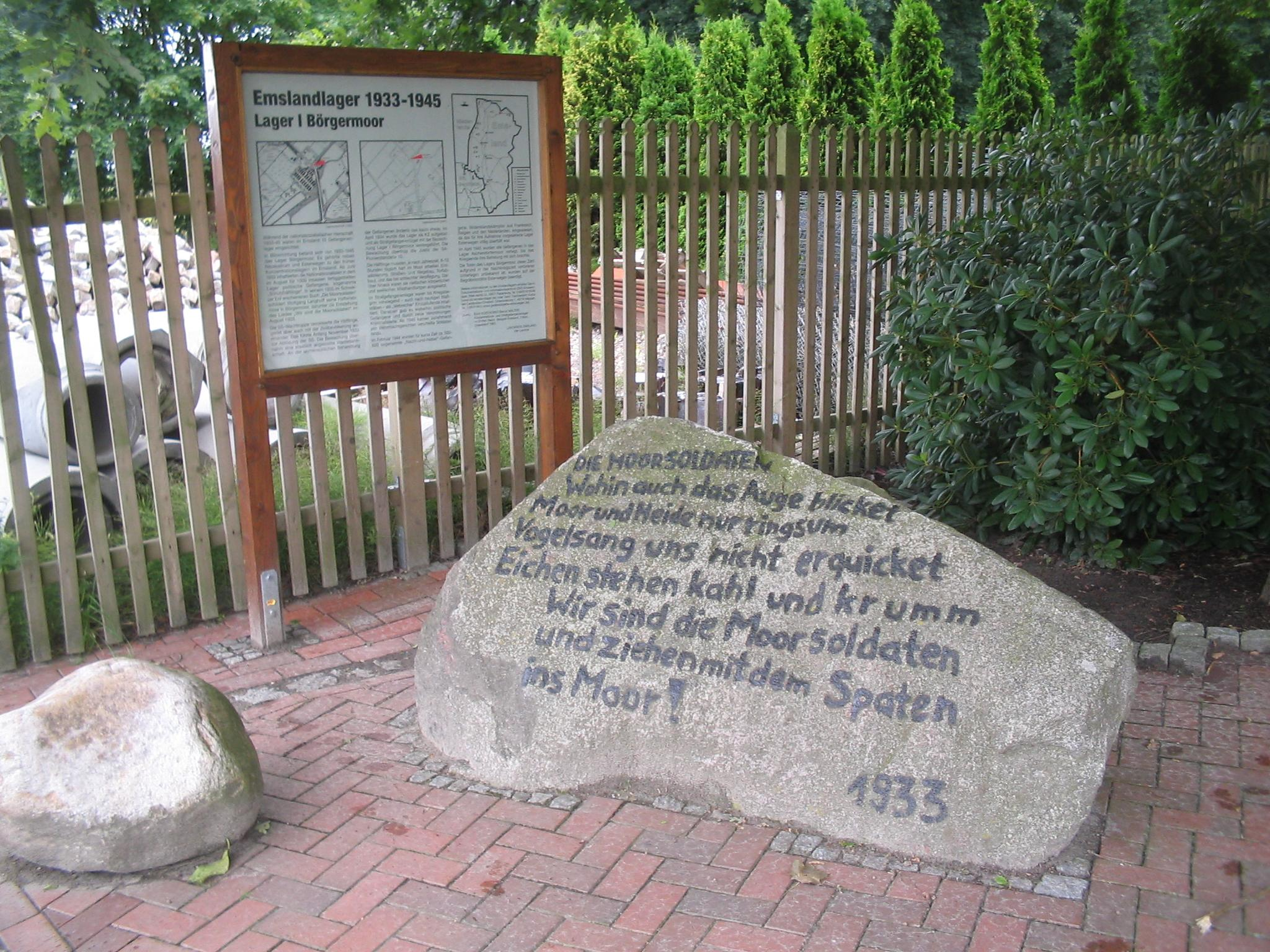
Меморіал на місці в'їзду до колишнього нацистського концтабору

- Боргервальд
- Боргермоор

## Історія
Заснування поселення «Боргер Вальд» сягає 1879 року. У 1934 році обидва поселення, які до того часу були частинами політичної громади Боргер, були об’єднані в самостійну громаду. Нова громада Зурвольд отримала свою назву від легенди про могилу короля Зурбольда, згідно з якою фрізький король був похований у цьому місці. 
Під час нацистського режиму біля Боргермоора знаходився концтабір Боргермоор, один з таборів Емсланд. 